# Кедр європейський (пам'ятка природи, Станіславське лісництво)
Кедр європе́йський — ботанічна пам'ятка природи місцевого значення в Україні. Розташована в межах Рахівського району Закарпатської області, на захід від села Чорна Тиса. 
Площа 3 га. Статус присвоєно згідно з рішенням облради від 23.10.1984 року № 253. Перебуває у віданні ДП «Ясінянське ЛМГ» (Станіславське лісництво, кв. 4, вид. 2, 3, 4). 
Статус присвоєно з метою збереження насаджень кедра європейського (60 екземплярів).